# Parque Natural de la Breña y Marismas del Barbate
Het Parque Natural de la Breña y Marismas del Barbate ligt aan de Costa de la Luz boven het plaatsje Barbate in de provincie Cádiz. Het park beslaat 4863 ha, waarvan 940 ha op zee en 3923 ha op het land. Onderdeel van het park zijn kliffen, een gebied met zeldzame planten (la Breña), een pijnbomenbos, de brakwatermoerrassen (marismas) in het getijdengebied dat gevormd wordt door de monding van Rio Barbate en het aangrenzende zeegebied.
Door het park loopt een weg van Los Caños de Meca naar Barbate. In deze plaatsen bevindt zich ook de toegang tot het park.

## De klif

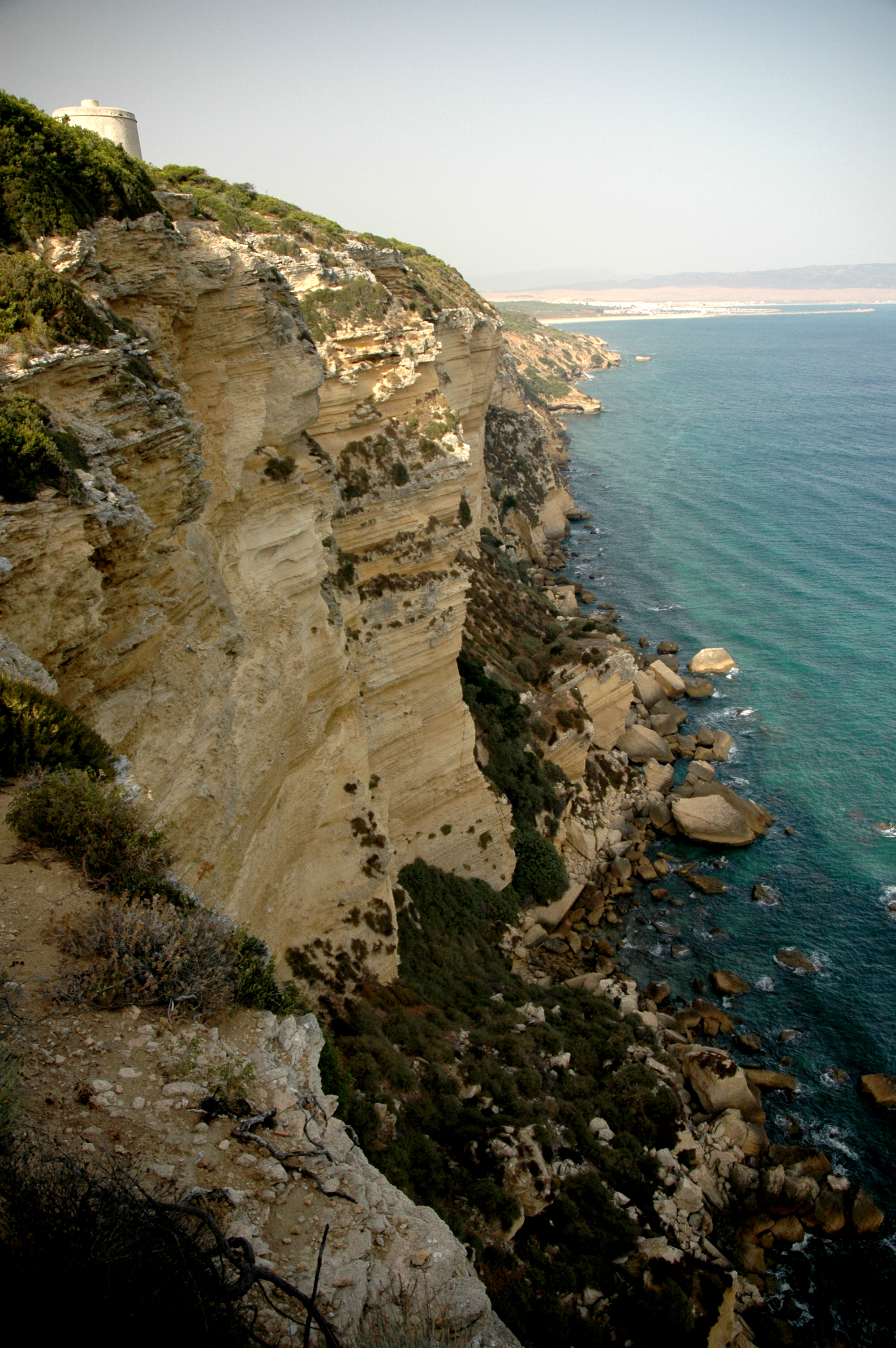
de Klif met links boven de toren op het randje

Boven op de klif, die meer dan 100 meter uit zee oprijst, staat een oude wachttoren uit de zestiende eeuw, de la Torre del Tajo. Deze toren maakte deel uit van een uitgebreider netwerk van wachttorens dat langs het zuidelijke gedeelte van de Costa de la Luz wordt aangetroffen. De klif bestaat uit kalksteen met horizontale zand- en mergellagen, die moeilijk water doorlaten. Doordat sommige lagen gevoeliger zijn voor erosie (door het wegstromende water) dan andere lagen, ontstaan natuurlijke afwateringskanalen (caños), die het plaatsje Canos de Mecca zijn naam hebben gegeven. Zie voor het ontstaan van de kanalen ook het artikel karst.

## La Breña
De klif zorgt ook voor een ander natuurverschijnsel. Door het stukslaan van de golven op de rots vernevelt het water. De wind verspreidt de zoutwaternevel over de hele rotswand, waarbij deze als zout neerslaat. Vermengd met zoet grondwater zorgt het neergeslagen zout voor een unieke vegetatie op de rots bestaande uit mossen, vijgenbomen en bramenstruiken.
Op de rotswanden zijn ook veel vogelsoorten te vinden, die hier een veilig nest kunnen bouwen. In de loop van de tijd zijn door de bovengenoemde samenstelling van de klif stukken rots op de zandige zeebodem terechtgekomen. Hierdoor is een uniek leefgebied ontstaan met mosselen, weekdieren, onderwaterplanten en veel vissoorten, die uitbreiding van het natuurgebied tot op een mijl uit de kust volledig rechtvaardigen.

## Het bos

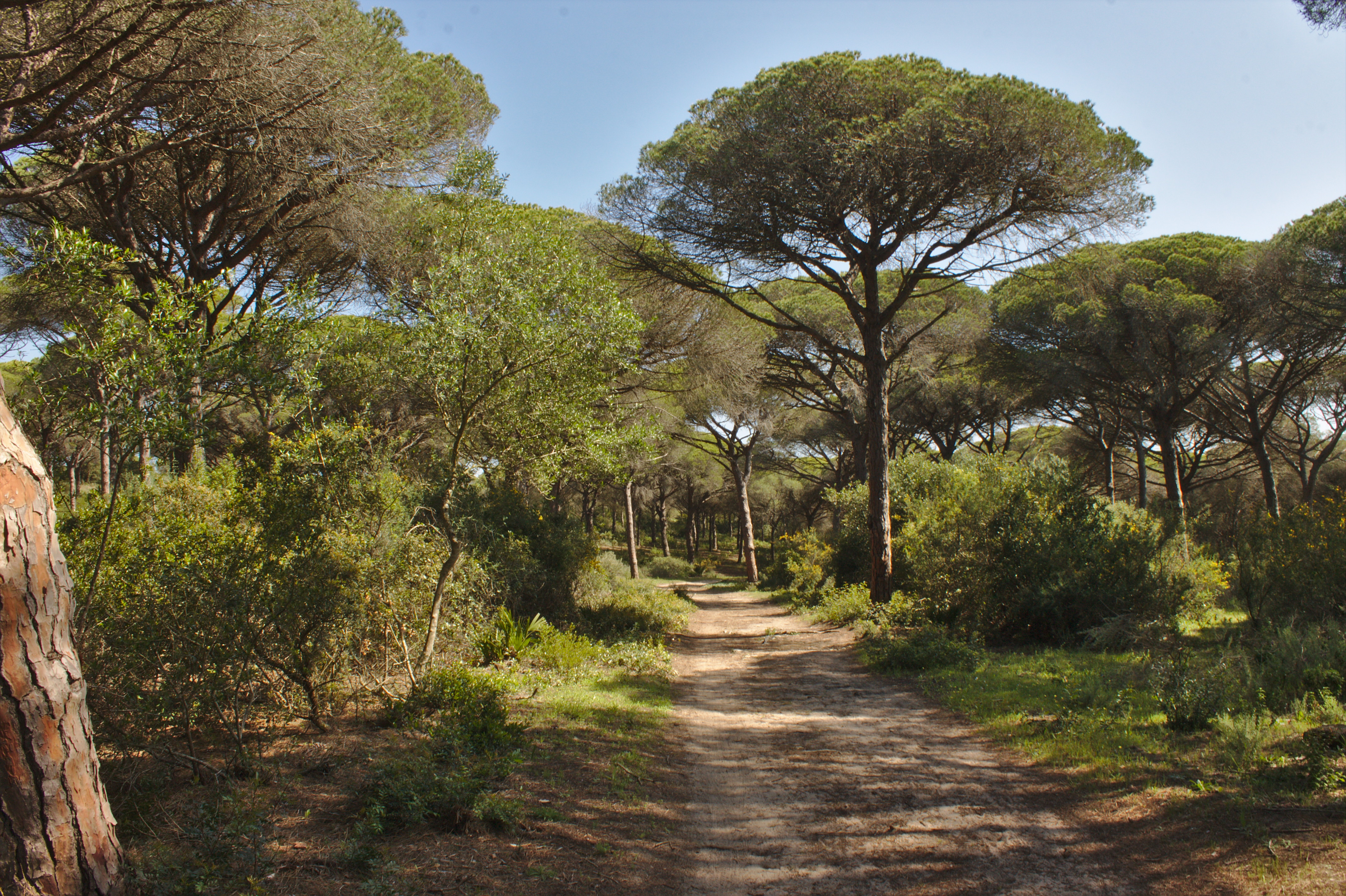

Het gebied boven op de kliffen bevat een bos met pijnbomen, ontstaan door herbeplanting in de 19e eeuw. Dichter bij de rand staan soorten die beter bestand zijn tegen de wind. Behalve verschillende soorten kleine vogels leven er ook een aantal haviken. In deze zone bevinden zich een aantal wandelroutes die toegankelijk zijn vanuit Caños de Mecca, Barbate en de weg door het park, die beide plaatsen met elkaar verbindt.

## La Marisma
Het brakwatermoeras tussen de monding van de Rio Barbate en de plaats Barbate is door de korte afstand ten opzichte van Noord-Afrika en Nationaal park Coto Doñana een plaats waar trekvogels een tussenstop kunnen maken op hun tocht van Europa naar Afrika en vice versa.